# 塩郷ダム
塩郷ダム（しおごうダム）は、静岡県榛原郡川根本町（旧・中川根町）塩郷と久野脇地先、一級水系 大井川本川中流部に建設された河川施設である。正式名称は塩郷堰堤（しおごうえんてい）。

## 概要
塩郷ダムは堤高3.2 mの水力発電用取水ダムである。一般的には「塩郷ダム」と呼ばれているが、河川法上におけるダムの定義である15.0 mに満たないため、堰として扱われる。
大井川水系の水力発電計画において、最下流に建設された川口発電所（認可出力：58,000 kW）へ発電用水を送水するために大井川本流を堰き止めて1958年（昭和33年）に着工され、1961年（昭和36年）に完成した。塩郷ダムで取水された用水は下流の島田市川根町で大井川に合流する笹間川に建設された笹間川ダム湖へ送水され、ダム湖で一旦貯水された後再度トンネルで川口発電所へ送水され、発電される。
下流には東海パルプ（現・特種東海製紙）所有の地名発電所および笹間渡発電所があったが、当ダム建設により運転出来なくなることから、代替施設の赤松発電所（当初最大出力：6,000 kW、現在最大出力：6,310 kW、島田市相賀）が中部電力によって建設され、地名・笹間渡と交換という形がとられた。川口発電所よりも下流にある赤松発電所は大井川用水を用いている。

### 発電用水の流れ
大井川は1928年（昭和3年）最上流部に田代ダムが建設されたのを皮切りに、塩郷ダム完成まで数多くのダムが建設された。特に戦後は井川ダムなどの大規模な発電専用ダムが建設されたが、大井川の水を余すことなく有効に利用するため、発電所間をトンネルで結んで合理的な水利用を行った。
井川ダムより放流された水は直下流にある奥泉ダムで取水され、大井川ダム湖畔の奥泉発電所（認可出力：92,000 kW）で発電された後放流されるが直ちに大井川ダムで取水され、寸又川ダム（寸又川）へ放流され大井川発電所（認可出力：68,200 kW）で再度発電される。発電された水はトンネルより横沢川第二ダム（横沢川）を経て境川ダム（境川）へ送られ、久野脇発電所（認可出力：32,000 kW）で発電されて今一度放流される。放流された水は今度は塩郷ダムで取水され、トンネルを通じて笹間川ダムへ送水された後、再度トンネルを経て川口発電所に至り、発電された後に放流される。
こうして奥泉ダムより川口発電所に至るまでの区間、大井川の水は毎秒60 - 80トンが取水され各発電所で発電される。この発電所群による常時総出力は106,700 kWと大井川水系の全ての常時出力（227,800 kW）の半分を占め、一大電源開発地帯となった。さらに川口発電所より放流された水は直下にある川口取水口で再度取水され、大井川水管橋を経由して島田市神座で大井川両岸の農地に送水される大井川用水の水源にもなっており、毎秒約40トンの水が島田市・藤枝市・掛川市・袋井市などへ送水される。

## 「水返せ運動」

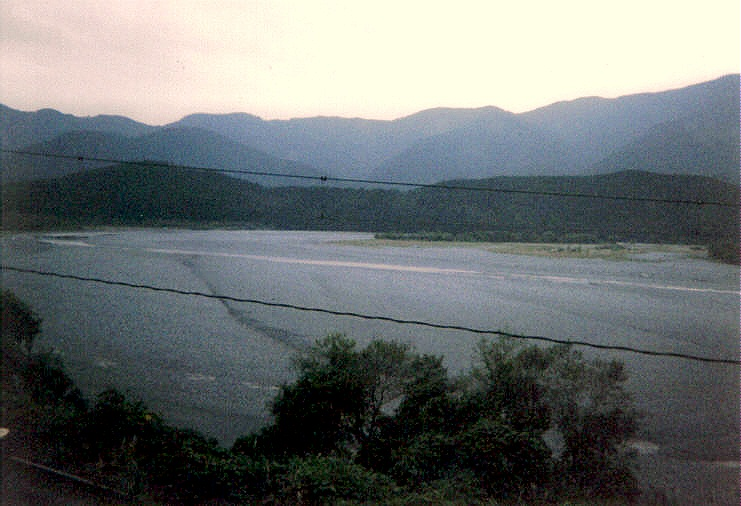
大井川親水公園より撮影した大井川（2006年10月撮影）
河水より広大な河原に注目

塩郷ダムは1960年に完成したが、完成直後から下流の大井川は完全に流水が途絶した。この大井川の「瀬切れ」に対して、川根町・本川根町・中川根町（当時）の住民と静岡県は事業者である中部電力に対して、大井川の正常な流量復活を求めて住民運動を起こした。「大井川水返せ運動」である。

## アクセス
塩郷ダムへは大井川鐵道本線・塩郷駅下車すぐである。車では新東名高速道路・島田金谷インターチェンジ下車後国道473号を川根方面に北上すると到着する。だが国道473号は島田市川根町抜里以北が隘路であるため川根町家山地内で交差する県道63号線に合流して駿遠橋を渡り左岸側を北上したほうが道路事情が良い。塩郷ダム上は車の通行が可能であるが、車両総重量2トン以下車両復員2 ｍ以下に規制されていて乗用車一台の通行がやっとであり注意が必要である。
付近にはくのわき親水公園がある。またダム下流には「塩郷の吊橋」がある。